# Hermetia woodleyi
Hermetia woodleyi är en tvåvingeart som beskrevs av Rudolf Rozkošný 2006. 
Hermetia woodleyi ingår i släktet Hermetia och familjen vapenflugor. Artens utbredningsområde är Filippinerna. Inga underarter finns listade i Catalogue of Life.